# Hamish Bond
Hamish Byron Bond (* 13. února 1986 Dunedin) je novozélandský veslař a cyklista. Měří 189 cm a váží 91 kg. Vystudoval finanční vědu na Massey University, je ženatý a má tři potomky. Jeho mladší bratr Alistair Bond je stříbrným medailistou z mistrovství světa veslování lehkých vah.
Na Letních olympijských hrách 2008 obsadil Bond sedmé místo na čtyřce bez kormidelníka. Je trojnásobným olympijským vítězem: v letech 2012 a 2016 vyhrál spolu s Ericem Murrayem dvojku bez kormidelníka a na LOH 2020 byl členem vítězné novozélandské osmy. Osmkrát získal zlatou medaili na mistrovství světa ve veslování: šestkrát vyhrál s Murrayem na dvojce bez kormidelníka (2009, 2010, 2011, 2013, 2014 a 2015), na MS 2007 byl členem vítězné posádky na čtyřce bez kormidelníka a v roce 2014 na dvojce s kormidelníkem. Bond a Murray spolu vyhráli 69 závodů v řadě a třikrát ovládli Henleyskou královskou regatu (2009, 2010 a 2013). Hamish Bond vyhrál čtrnáct závodů světového poháru a vytvořil nejlepší světový čas ve dvojce bez kormidelníka i s kormidelníkem.
Věnuje se také cyklistice. Na mistrovství Oceánie v silniční cyklistice byl v roce 2017 třetí v časovce jednotlivců a v roce 2018 časovku vyhrál, v roce 2018 získal v této disciplíně bronzovou medaili na Hrách Commonwealthu. Je dvojnásobným mistrem Nového Zélandu v časovce jednotlivců a vicemistrem v dráhovém stíhacím závodě. Na olympiádě v Tokiu chtěl původně startovat jako cyklista, ale protože si Novozélanďané nezajistili dost účastnických míst, vrátil se k veslování.
Bond a Murray získali Novozélandský řád za zásluhy (2013), Halbergovu cenu (2012 a 2014) a Medaili Thomase Kellera (2018). Spolu s novinářem Scottym Stevensonem napsali o své sportovní kariéře knihu The Kiwi Pair.